# David Ginsburg (Mediziner)
David B. Ginsburg (* 1952) ist ein US-amerikanischer Internist (Hämatologie) und Genetiker an der University of Michigan. Er hat sich um das Verständnis von Physiologie und Pathophysiologie von Thrombose und Blutgerinnung verdient gemacht.

## Leben und Wirken
Ginsburg erwarb 1974 an der Yale University einen Bachelor in Biophysik und Biochemie und 1978 an der Duke University einen M.D. als Abschluss des Medizinstudiums. Seine Facharztausbildung in Innerer Medizin (1981), in Hämatologie und Onkologie (1984) und in Humangenetik absolvierte er am Presbyterian Hospital San Francisco, am Peter Bent Brigham Hospital sowie am Brigham and Women’s Hospital und am Dana-Farber Cancer Institute (unter anderem bei Stuart H. Orkin). Nach kurzer Lehrtätigkeit an der Harvard University ist er seit 1985 an der University of Michigan. Hier hat er mehrere Professuren inne, unter anderem einen nach James V. Neel benannten Lehrstuhl für Innere Medizin und Humangenetik. Seit 1985 forscht Ginsburg zusätzlich für das Howard Hughes Medical Institute (HHMI).
Ginsburg klonierte die Gene für den Von-Willebrand-Faktor und für den Plasminogen-Aktivator-Inhibitor PAI-1. In seinem Labor wurden für mehrere erbliche Gerinnungsstörungen, darunter die Von-Willebrand-Krankheit und die thrombotisch-thrombozytopenische Purpura, die zugrundeliegenden Mutationen identifiziert. Jüngere Arbeiten befassen sich zusätzlich mit Zusammensetzung und mit Störungen von COPII-Vesikeln, mit PCSK9 und mit CDAII, einer seltenen erblichen Form der Anämie. Ginsburg hat laut Google Scholar einen h-Index von 91, laut Datenbank Scopus einen von 75 (Stand jeweils April 2021).

## Auszeichnungen (Auswahl)
- 1999 Mitglied des Institute of Medicine (heute National Academy of Medicine)
- 2001 Fellow der American Association for the Advancement of Science
- 2004 Stanley J. Korsmeyer Award der American Society for Clinical Investigation[4]
- 2005 Mitglied der American Academy of Arts and Sciences[5][6]
- 2007 Mitglied der National Academy of Sciences[7]
- 2010 Pasarow Award für Herz-Kreislauferkrankungen[8]
- 2012 Henry M. Stratton Medal der American Society of Hematology[9]
- 2020 Mitglied der American Philosophical Society[10]
- 2024 George M. Kober Lectureship